# Calopteryx xanthostoma
Calopteryx xanthostoma – gatunek ważki z rodziny świteziankowatych (Calopterygidae). Występuje na Półwyspie Iberyjskim, we Francji i północnych Włoszech. Niepotwierdzone są stwierdzenia z Sycylii oraz stare i niejasno opisane stwierdzenia z północnej Afryki.